# Shin Yong-Mok
Shin Yong-Mok es un poeta coreano.

## Biografía
Shin Yong-Mok nació en Geochang, provincia de Gyeongsang del Sur, Corea del Sur, en 1974. Entró a la universidad cuando ya escribía poesía. Fue elegido representante de los alumnos y atacó a la universidad por corrupción. También se unió a las manifestaciones por la democratización de las instituciones educativas. Publicó su obra por primera vez en el año 2000.

## Obra
Influenciado por la generación anterior de poetas activistas, los llamados "poetas de las masas" (minjung shiin), como Kim Nam-ju y Shin Kyeong-nim, se sentía angustiado por el camino que la literatura debía tomar en la sociedad y en la historia.
Un "nuevo poeta" por excelencia, decidió no manifestar ideología alguna en sus poemas. Expresa mensajes de amor a la comunidad en un liricismo suave y fácil, y esto se basa en su fe de que es más valiosa "la convivencia con el prójimo" que la felicidad personal.
Incluso en medio de la ola neoliberalista en la que la competición entre escritores se considera un mal inevitable, Shin Yong-Mok le encuentra sentido a la más mínima esperanza con el fin de proteger la dignidad y la libertad del ser humano. Se sitúa en la posición de "guardián" responsable de "lo positivo", como lo manifiesta en los versos de "Jeong, el guardián": "Cada hora que me es dada / tomo mi linterna y superviso mi reino / para ver si ha sufrido algún daño". Su obra sostiene que el valor y la importancia del espíritu nunca desaparecerán, incluso en el materialismo de la sociedad capitalista.
Ha ganado numerosos premios, incluyendo el premio de debutantes en la literatura del año 2000, el premio literario Principio en 2008 y el premio Yuksa de poesía para escritores noveles en 2008.

## Obras en coreano (lista parcial)
Poemarios
- Debemos andar todo el viento (Geu balameul da geoleoya handa, Munhakgwa jiseongsa, 2004)
- La muela un millón del viento (Balam ui baekmanbeonjjae eogeumni, Changbi, 2007)

## Premios
- Premio literario de debutantes (2000)
- Premio literario Principio (2008)
- Premio de poesía Yuksa para poetas noveles (2008)